# Pandanus ridleyi
Pandanus ridleyi är en enhjärtbladig växtart som beskrevs av Ugolino Martelli. Pandanus ridleyi ingår i släktet Pandanus och familjen Pandanaceae. Inga underarter finns listade.